# Hippichthys heptagonus
Hippichthys heptagonus is een  straalvinnige vissensoort uit de familie van zeenaalden en zeepaardjes (Syngnathidae). De wetenschappelijke naam van de soort is voor het eerst geldig gepubliceerd in 1849 door Bleeker.
De soort staat op de Rode Lijst van de IUCN als niet bedreigd, beoordelingsjaar 2007. De omvang van de populatie is volgens de IUCN stabiel.